# Rhinecanthus rectangulus
Rhinecanthus rectangulus és un peix teleosti de la família dels balístids i de l'ordre dels tetraodontiformes que es troba des de les costes del Mar Roig fins a Sud-àfrica, Indonèsia, les Illes Marqueses i sud del Japó.
Pot arribar als 30 cm de llargària total.